# Galium masafueranum
Galium masafueranum är en måreväxtart som beskrevs av Carl Skottsberg. Galium masafueranum ingår i släktet måror, och familjen måreväxter. Inga underarter finns listade i Catalogue of Life.